# VRT 1
VRT 1 ist ein belgischer Fernsehsender in niederländischer Sprache, der von der Vlaamse Radio- en Televisieomroeporganisatie (VRT) veranstaltet wird. Der Sender konzentriert sich ausschließlich auf die Regionen Flandern und Brüssel-Hauptstadt.
VRT 1 ist der älteste und seit den 1990er-Jahren auch größte Fernsehsender Flanderns. Bis Januar 2005 hieß der Sender TV1. Bis April 2023 war der Sendername Één, der auf Deutsch „eins“ bedeutet.
Jahrelang lag VRT 1 hinter der kommerziellen Konkurrenz vtm zurück. In den 1990er-Jahren konnte sich der Sender allerdings mit aufwendigen Eigenproduktionen und dem Ankauf attraktiver ausländischer Serien und Spielfilme profilieren und gewann Zuschauer zurück.
Aufgrund des flämischen Medienrechts ist es der VRT nicht gestattet, Werbung auf VRT 1, Ketnet oder Canvas zu senden – wohl aber dürfen vereinzelte Sendungen von Sponsoren unterstützt werden.
Wie im niederländischen Sprachraum üblich, werden – mit Ausnahme von Kindersendungen – ausländische Programme im Originalton mit Untertiteln ausgestrahlt. Darüber hinaus untertitelt VRT 1 aber auch Sendungen aus den Niederlanden oder gar Eigenproduktionen, wenn der verwendete Lokaldialekt zu stark ist.